# Ludovic Lamothe
Ludovic Lamothe (* 12. Mai 1882 in Port-au-Prince; † 4. April 1953 ebenda) war ein haitianischer Pianist und Komponist.
Der Vater Lamothes war der Pianist Tacite Lamothe, und auch sein Großvater Joseph Lamothe war Pianist. Seine Mutter, bei der er seinen ersten Klavierunterricht hatte, war die Dichterin Virginie Sampeur, die in erster Ehe mit Oswald Durant verheiratet war. Er hatte Klavier- und Klarinettenunterricht an der Institution St. Louis de Gonzague und studierte 1910–11 am Conservatoire de Paris bei Louis Diémer.
Nach seiner Rückkehr lebte Lamothe als Klavierlehrer und Pianist in Port-au-Prince. Im Mittelpunkt seines Repertoires stand das Werk Frédéric Chopins, was ihm den Ruf einer "schwarzen Chopin" einbrachte. Als Komponist trat er mit Liedern, Klavierstücken und einigen Orchesterwerken hervor, in denen er Musik in der Tradition der europäischen Klassik mit Elementen der haitianischen Musiktradition verband. Nur wenige seiner Werke wurden zu seinen Lebzeiten im Druck veröffentlicht. Das führte dazu, dass zum Ende seines Lebens verarmte und 1944 seine Wohnung verlor, in der er 36 Jahre gelebt hatte. Freunde seiner Musik veranstalteten daraufhin eine Sammlung, die ihm ein neues Zuhause sicherte. Erst 1955 wurde von seiner Familie eine Ausgabe seiner gesammelten Werke realisiert.

## Werke
- Billet für mittlere Stimme und Klavier
- Danza no. 1-3 für Orchester
- Danza no. 4 für Klavier, 1953
- Dangereuse für Klavier
- Fantaises
- Feuillet d'album für Klavier
- Fleures d'Haiti für Klavier
- La dangereuse; Meringue haitienne für Klavier
- Les jasmines
- Nibo, Merengue de carnaval für Klavier
- Papillons noirs für Klavier
- Retraite aux flambeaux für Orchester
- Scherzo für Klavier
- Sobo für Klavier
- Sous la tonelle für Orchester
- Tango für Klavier
- Valse de concert
- 2 Valses de concert